# Децим Теренций Гентиан
Децим Теренций Гентиан (на латински: Decimus Terentius Gentianus; * 89/90 г.) e сенатор на Римската империя през 2 век.
Произлиза от фамилията Теренции от Нарбонска Галия и е вероятно син на Децим Теренций Скавриан.
През 116 г. е суфектконсул заедно с Луций Косоний Гал. От 117 до 119 г. Гентиан е проконсул и управител на провинция Македония. По времето на император Адриан изпада в немилост.